# Mollinedia lanceolata
Mollinedia lanceolata là một loài thực vật có hoa trong họ Monimiaceae. Loài này được Ruiz & Pav. miêu tả khoa học đầu tiên năm 1798.